# Yury Bialou
Yury Bialou (souvent russifié en Belov) né le 20 mars 1981 à Krytchaw, est un athlète biélorusse spécialiste du lancer du poids.

## Palmarès

### Jeux olympiques d'été
- Jeux olympiques d'été de 2004 à Athènes (Grèce)
  - 6e au lancer du poids avec 20,34 m
- Jeux olympiques d'été de 2008 à Pékin (Chine)
  - 8e au lancer du poids avec 20,06 m

### Championnats du monde d'athlétisme
- Championnats du monde d'athlétisme de 2003 à Paris (France)
  - éliminé en qualifications au lancer du poids avec 19,32 m
- Championnats du monde d'athlétisme de 2005 à Helsinki (Finlande)
  - éliminé en qualifications au lancer du poids avec 19,16 m
- Championnats du monde d'athlétisme de 2007 à Osaka (Japon)
  - 7e au lancer du poids avec 20,34 m

### Championnats du monde junior d'athlétisme
- Championnats du monde junior d'athlétisme de 2000 à Santiago (Chili)
  - 6e au lancer du poids avec 18,83 m

### Championnats d'Europe d'athlétisme
- Championnats d'Europe d'athlétisme de 2002 à Munich (Allemagne)
  - éliminé en qualifications au lancer du poids avec 19,43 m

### Universiades
- Universiade d'été 2005 à Izmir (Turquie)
  - 6e au lancer du poids avec 19,24 m

### Record personnel
- lancer du poids : 21,14 m, le 21 mai 2003 à Minsk

## Sources
- (en) Cet article est partiellement ou en totalité issu de l’article de Wikipédia en anglais intitulé « Yury Bialou » (voir la liste des auteurs).